# James Cantey

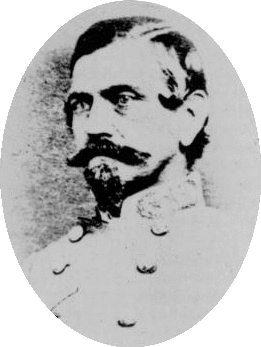
James Cantey

James Cantey (* 30. Dezember 1818 in Camden, South Carolina; † 30. Juni 1874 in Fort Mitchell, Alabama) war ein konföderierter Brigadegeneral im Sezessionskrieg.

## Leben
Cantey wurde in Camden als Sohn eines Plantagenbesitzers geboren. Nach seinem Studium South Carolina College war er in seiner Heimatstadt als Anwalt tätig, ehe er 1846 am Mexikanisch-Amerikanischen Krieg teilnahm. Angeblich wurde er bei einer Schlacht so schwer verwundet, dass er für tot gehalten und auf dem Schlachtfeld zurückgelassen wurde. Erst als sein Sklave, der ihn in diesem Feldzug begleitete, die vermeintliche Leiche mit nach Hause nehmen wollte, stellte dieser fest, dass er noch lebte. Cantey schenkte dem Diener daraufhin die Freiheit, was dieser aber abgelehnt haben soll. 1849 zog Cantey nach Russell County in Alabama, wo er die Plantage seines Vaters leitete. 1858 heiratete er Mary Elizabeth Benton, eine Nichte John Crowells, des ersten Kongressmitglieds aus Alabama.
Nachdem sich Alabama 1861 von der Union losgesagt hatte, stellte Cantey ein Infanterie-Regiment, die Cantey Rifles, auf, das im Juli 1861 als 15. Alabama-Freiwilligen-Regiment in das konföderierte Heer aufgenommen wurde, mit Cantey als Regimentskommandeur im Range eines Obersten. Im darauf folgenden Frühjahr, während des Shenandoah-Feldzugs von Generalmajor Thomas Jonathan „Stonewall“ Jackson, bestritt das Regiment die ersten Kampfhandlungen. Wenig später nahm Cantey mit seinem Regiment an der Sieben-Tage-Schlacht bei Richmond, Virginia teil. Anfang 1863 zum Brigadegeneral befördert, kehrte Cantey nach Alabama zurück und befehligte eine Brigade, die zunächst in Mobile, Alabama stationiert war. Im Mai 1864 wurde Canteys Brigade, die zur Mississippi-Armee des Bischofs und Generalleutnants Leonidas Polk gehörte, nach Georgia verlegt, um an der Abwehr des unierten Vorstoßes nach Atlanta teilzunehmen. Cantey verteidigte die Ortschaft Resaca, Georgia gegen eine Übermacht und erhielt anschließend das Kommando über eine neugebildete Division, wurde aber im Juni durch General Walthall abgelöst. Nach Kriegsende kehrte Cantey auf seine Plantage in Alabama zurück, baute diese wieder auf und bewirtschaftete sie bis zu seinem Tode 1874.